# Чреншовці (община)
Община Чреншовці (словен. Občina Črenšovci) — одна з общин Словенії. Адміністративним центром є місто Чреншовці.

## Населення
У 2011 році в общині проживало 4148 осіб, 2087 чоловіків і 2061 жінок. Чисельність економічно активного населення (за місцем проживання), 1541 осіб. Середня щомісячна чиста заробітна плата одного працівника (EUR), 804,51 (в середньому по Словенії 987.39). Приблизно кожен другий житель у громаді має автомобіль (46 автомобілі на 100 жителів). Середній вік жителів склав 41,1 роки (в середньому по Словенії 41.8). 